# 埃尔图鲁尔加齐
埃爾圖魯爾加齊（?－約1280年）是鄂圖曼帝國的締造者奧斯曼一世的父親。雖然在他的兒子奧斯曼一世所鑄造發行的錢幣上刻有其父埃爾圖魯爾的名字，進而證明了埃爾圖魯爾在歷史上是真實存在的人物，但由於缺乏可靠的相關歷史文獻紀錄，導致現今對於他的生平以及事蹟卻幾乎無從知曉。根據日後鄂圖曼帝國的傳統歷史觀點認為，埃爾圖魯爾是出身自烏古斯突厥人卡耶部落的一員，他的父親則是部落的領導者蘇萊曼沙阿，當時的卡耶部落為了躲避由蒙古帝国發動的蒙古西征大軍，因此不得不被迫從中亚地區往西逃難到安納托利亞，以躲避蒙古人征服的浪潮。根據這則傳說，在他的父親去世之後，埃爾圖魯爾和他的追隨者們開始為當時統治安納托利亞一帶的魯姆蘇丹國效力，為此他獲得鄰近拜占庭帝国邊界的小鎮瑟于特作為其所屬的封地，這項關鍵性的事件最終引發了後續鄂圖曼帝國建立的一連串歷史。正如他的兒子奧斯曼一世與他們的後代子孫一樣，埃爾圖魯爾經常被冠以加齊的頭銜來稱呼，「加齊」意為信奉伊斯兰教英勇的信仰戰士。

## 生平與傳說
今日，依據現存史料未能確切知曉埃爾圖魯爾的生平活動，僅能肯定歷史上確有此人存在，以及他是鄂圖曼帝國的創立者奧斯曼一世的父親。也因此，歷史學家們被迫依賴奧斯曼人在埃爾圖魯爾去世一個多世紀後才寫下有關於他的歷史故事來述說其事蹟，但是這些故事的準確程度與真實性仍備受質疑。根據後來的奧斯曼帝國傳統歷史說法認為，埃爾圖魯爾是烏古斯突厥人的卡耶部落的首領，由於他協助當時的塞爾柱王朝擊退拜占庭人的攻擊與其他敵對勢力的入侵。埃爾圖魯爾因此被當時魯姆蘇丹國（塞尔柱帝国的分支政權）的蘇丹凱庫巴德一世賜予鄰近安卡拉地區卡拉賈山（Karaca Dağ）一帶的山間土地，以獎勵他立下的功勞。之後埃爾圖魯爾又獲得瑟于特村莊，並佔領了瑟于特周圍的地盤。在埃爾圖魯爾去世後瑟于特成為他兒子奧斯曼一世新建立國家的首都。除了奧斯曼一世之外，研究奧斯曼帝國歷史的史學家對於埃爾圖魯爾尚有兩名、或是三名兒子有著不同的看法，以下為兩種不同的觀點：岡達茲·阿爾普與薩魯·巴圖·薩伏齊贝伊或者是薩魯·巴圖以及薩伏齊貝伊。

## 紀念

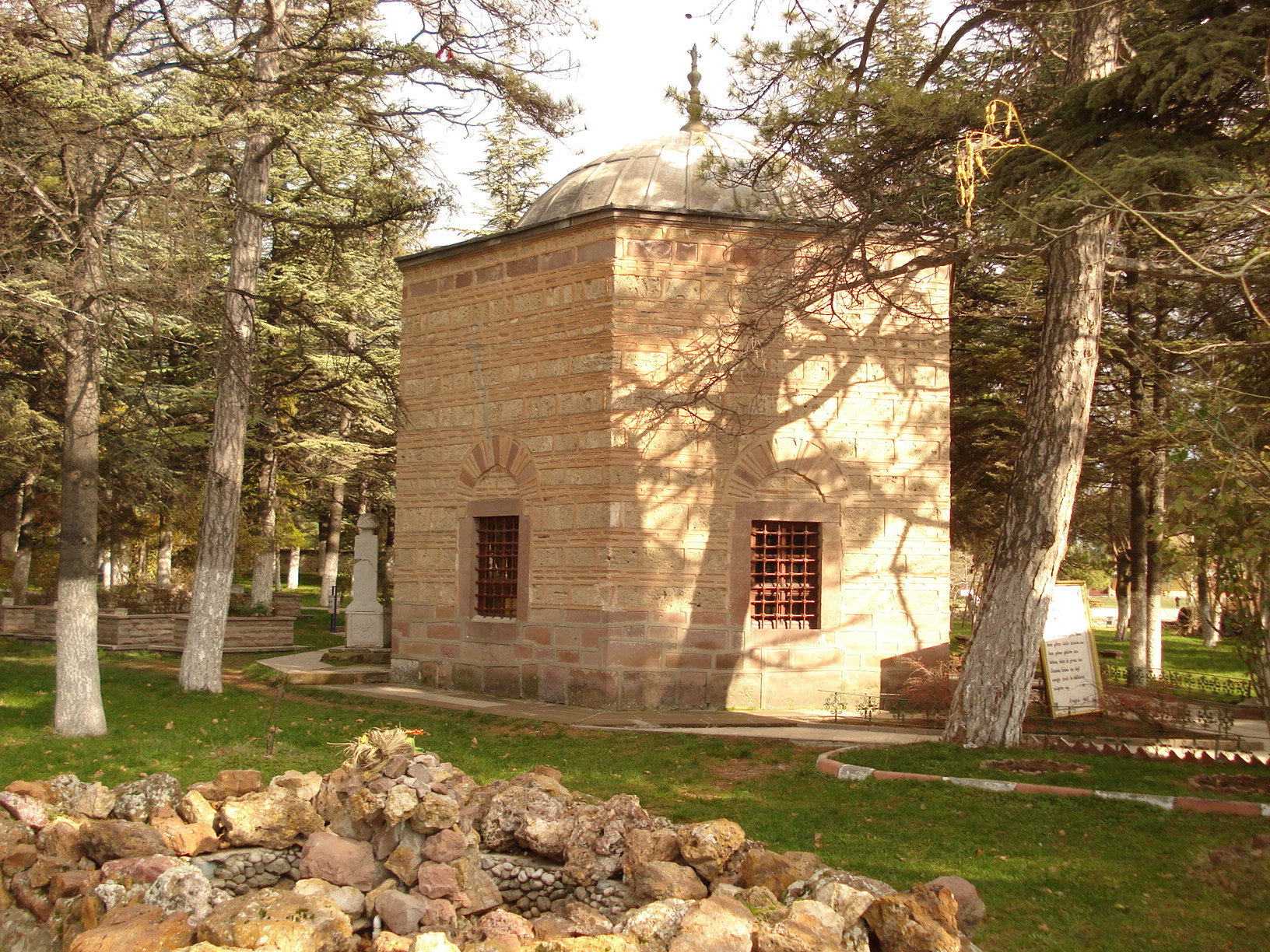
埃爾圖魯爾加齊的陵墓

一座位於瑟於特小鎮的陵寢和清真寺建築據說是由埃爾圖魯爾的兒子奧斯曼一世為其父親所建造的，但由於該建築歷經多次的修改以及數度的重建，導致這座據稱是埃爾圖魯爾之墓的建築物，無法確切得知其真正最早的修建日期，現今所見的陵墓是由十九世紀晚期的蘇丹阿卜杜勒-哈米德二世所修築的。今日，瑟於特的居民每年皆會舉行盛大的慶祝活動，以紀念早期居住於此地的奧斯曼人。
1863年建成的鄂圖曼帝國海軍巡防艦埃爾圖魯爾號艦名由來，即是為了紀念埃爾圖魯爾而以他的名字所命名的。此外，在1998年完工，建於土庫曼首都阿什哈巴德的埃尔图鲁尔加齐清真寺，同樣也是為了頌揚埃爾圖魯爾的榮光，而冠上他的威名。

## 相關媒體
2014年到2019年期間，土耳其广播电视公司第一台播放的電視劇《復興：埃爾圖魯爾》即是以埃爾圖魯爾加齊的一生為背景。

## 圖集

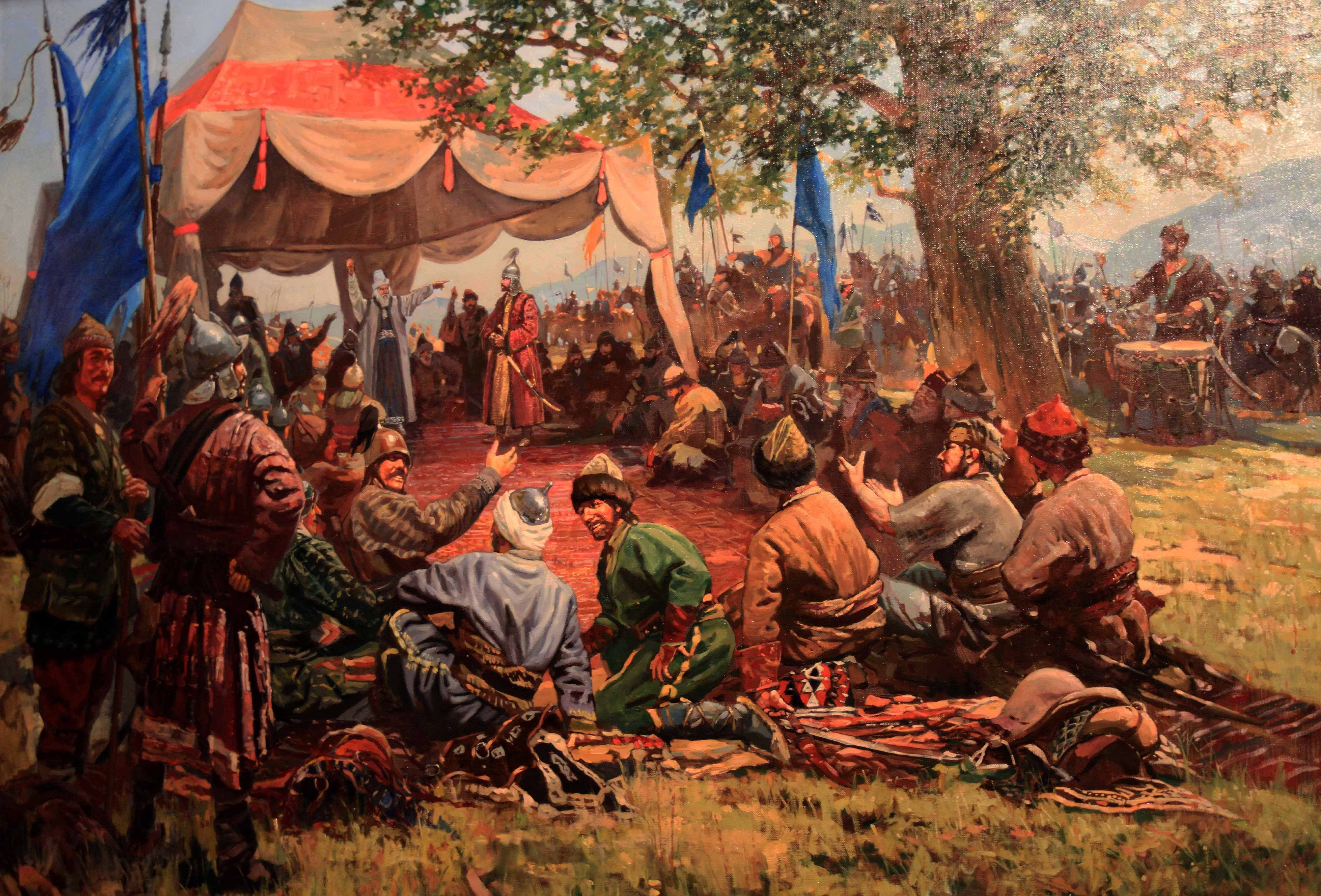
鄂圖曼帝國的建立
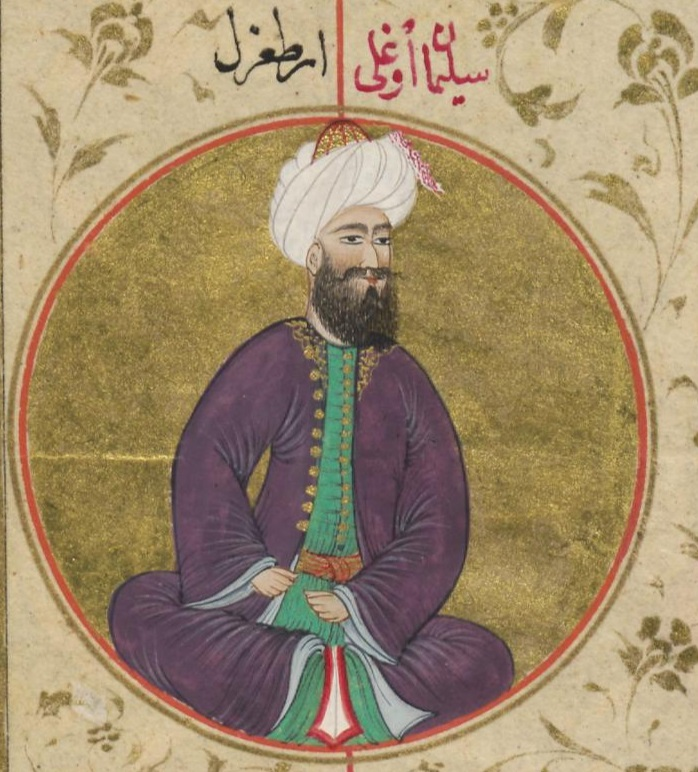
埃爾圖魯爾畫像
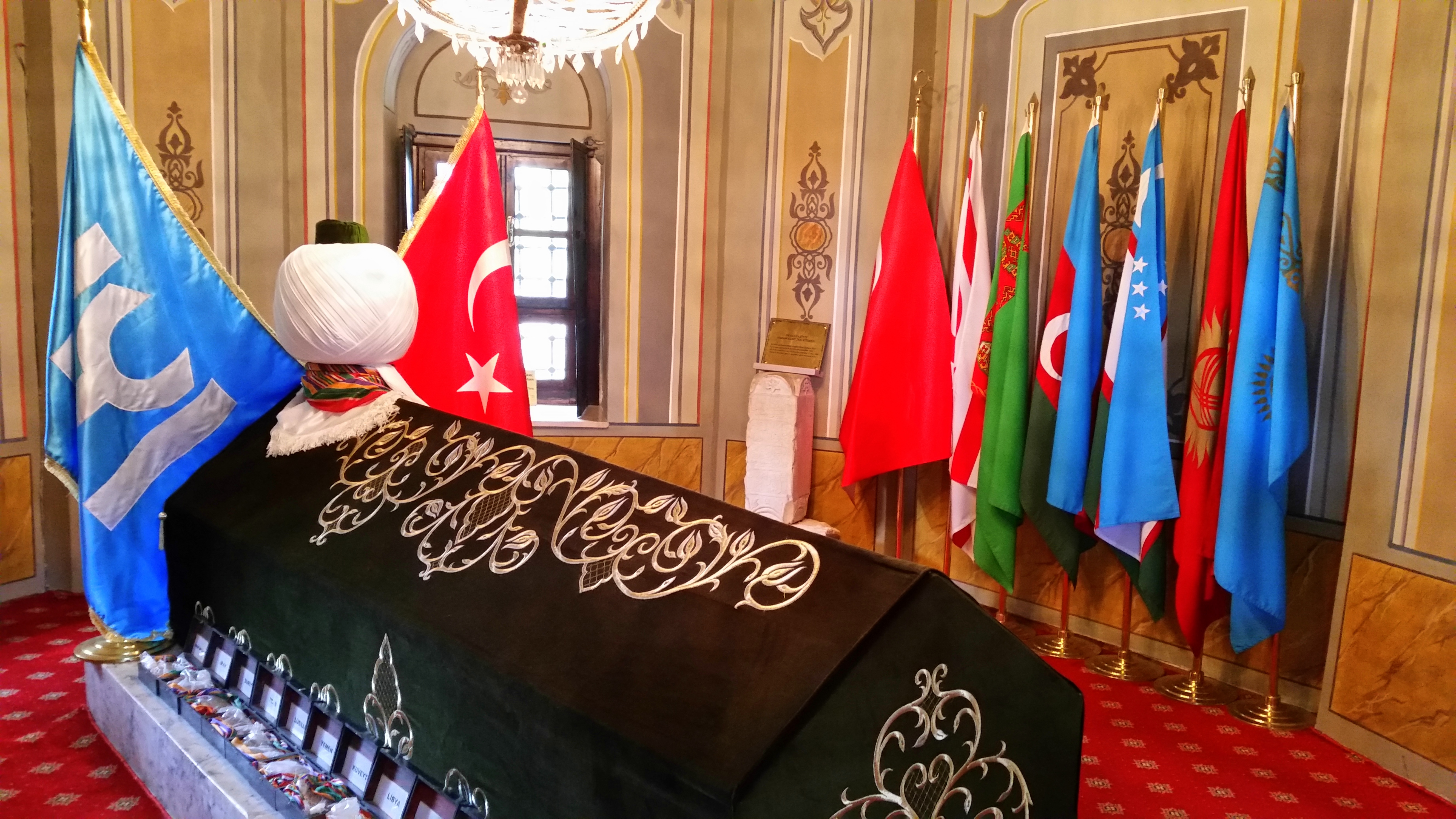
埃爾圖魯爾加齊的的長眠處
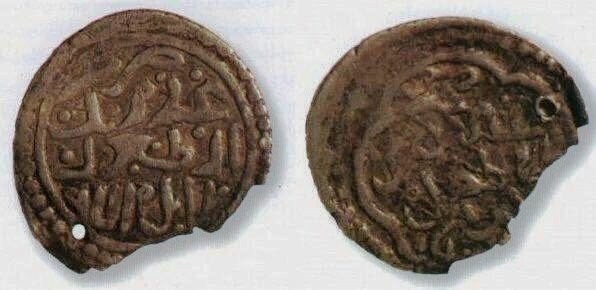
奧斯曼一世鑄造發行的錢幣，上刻有其父埃爾圖魯爾的名字